# Singapur Open 1973
Die Singapur Open 1973 im Badminton fanden vom 13. bis zum 16. Dezember 1973 in Singapur statt.

## Finalergebnisse
| Disziplin    | Sieger                          | Finalist                            | Ergebnis     |
| ------------ | ------------------------------- | ----------------------------------- | ------------ |
| Herreneinzel | Iie Sumirat                     | Tjun Tjun                           | 15:3, 15:14  |
| Dameneinzel  | Thongkam Kingmanee              | Sri Wiyanti                         | 11:4, 11:8   |
| Herrendoppel | Johan Wahjudi Tjun Tjun         | Christian Hadinata Indra Gunawan    | 15:11, 15:11 |
| Damendoppel  | Sri Wiyanti Theresia Widiastuti | Thongkam Kingmanee Sirisriro Patama | 15:11, 15:10 |